# Josef Schalk
Josef Schalk (ur. 24 marca 1857 w Wiedniu, zm. 7 listopada 1900 tamże) – austriacki pianista, dyrygent i pedagog; starszy brat Franza Schalka.

## Życiorys
W latach 1877–1880 studiował w Konserwatorium Wiedeńskim grę fortepianową u Juliusa Epsteina i teorię muzyki u Antona Brucknera. Od 1884 do swojej śmierci w 1900 prowadził klasę fortepianu w tymże Konserwatorium.
Był zwolennikiem i popularyzatorem twórczości Richarda Wagnera, Hugo Wolfa, z którym był zaprzyjaźniony oraz swojego profesora Antona Brucknera. W 1879 został członkiem, a w 1887 dyrektorem artystycznym Wiener akademischen Wagner-Vereins (Wiedeńskiego Stowarzyszenia Akademickiego Wagnera). W 1892 dyrygował prawykonaniem muzyki scenicznej Wolfa do sztuki Gildet paa Solhoug Henrika Ibsena.
Razem ze swoim młodszym bratem Franzem był jednym z pierwszych propagatorów i wykonawców twórczości Antona Brucknera. Obaj też współpracowali z kompozytorem przy rewizji jego utworów oraz przygotowaniu ich pierwszych publikacji i prawykonań. Mieli swój wkład zwłaszcza w pierwsze wydania symfonii III (1890), IV (wspólnie z Ferdinandem Löwe, 1890) V (1896) i VIII (1892). Zdarzało się jednak, że wprowadzali oni zmiany nie zawsze zgodne z intencją kompozytora i przez niego zaakceptowane. Było to możliwe, ponieważ do lat 80. XIX wieku symfonie Brucknera w większości nie były wykonywane i publikowane. Bruckner nigdy nie usłyszał V symfonii (z wyjątkiem aranżacji na dwa fortepiany), a pierwsze wersje symfonii III, IV i VIII miały prawykonania dopiero po jego śmierci. Poza symfoniami, Josef samowolnie ingerował też w edycję Mszy f-moll (1894). Jednak z perspektywy czasu, wkład obu braci w popularyzację twórczości Brucknera jest nie do przecenienia. Franz był znakomitym interpretatorem jego utworów, a Josef autorem wyciągów fortepianowych na cztery ręce wielu jego symfonii.